# Rotunda pentagonal alongada
Em geometria, a Rotunda pentagonal alongada é um dos sólidos de Johnson (J21). Como o nome sugere, pode ser construída alongando-se uma rotunda pentagonal (J6) ao juntar um prisma decagonal a sua base. O sólido pode ser visto também como um ortobirotonde pentagonal alongada com uma rotunda pentagonal removida.